# Stanisław Baran
Stanisław Franciszek Baran (né le 26 avril 1920 à Góra Ropczycka en Pologne et mort le 12 mai 1993) était un joueur international de football polonais, qui évoluait en tant que dont le poste était milieu de terrain.

## Biographie
Il commence sa carrière au Resovia Rzeszów, puis en 1938 (à 18 ans environ), il part jouer au Warszawianka Warszawa. Il est considéré comme l'un des meilleurs attaquants polonais de son temps. 
Il arrête un temps sa carrière pour quelques années pendant la Seconde Guerre mondiale.
Baran est un membre de l'équipe de Pologne pendant la coupe du monde 1938, mais ne participe pas au match légendaire contre le Brésil (défaite 5-6) le 5 juin 1938 à Strasbourg, qu'il voit sur le banc. 
Il joue son premier match international contre la Hongrie (victoire 4-2) le 27 août 1939 à Varsovie, ce qui est également le dernier match de la Pologne avant la guerre. Lors de ce match, il débute remplaçant, et rentre à la 31e minute.
En 1958, à 38 ans, Baran remporte le championnat de Pologne, avec le ŁKS Łódź.